# Thomas Morgenstern

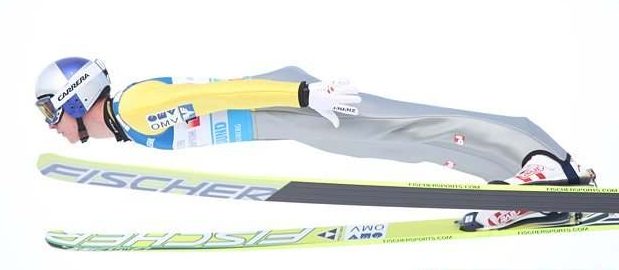
Thomas Morgenstern under VM i skidflygning i Vikersundbacken 2012.

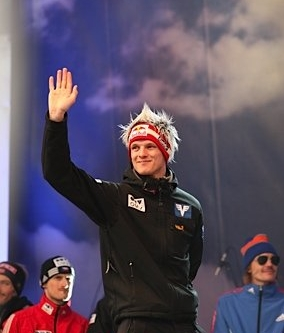
Thomas Morgenstern i Zakopane 2011.

Thomas Morgenstern, född den 30 oktober 1986 i Spittal an der Drau i Förbundsland Kärnten är en österrikisk tidigare backhoppare som tävlade för SV Villach. Han är en av Österrikes mest framgångsrika backhoppare någonsin. Morgenstern tävlade i Världscupen mellan 2002 och 2014. I juni 2014 avslutade Morgenstern sin backhopparkarriär.

## Karriär
Thomas Morgenstern gjorde sin första deltävling i världscupen och samtidigt tysk-österrikiska backhopparveckan 29 december 2002 efter tre segrar och en andraplats i kontinentalcupen (COC). Den första segern i en världscupdeltävling kom 11 januari 2003 i Liberec. Morgenstern var då 16 år gammal. 
Under första tävlingen i Kuusamo, säsongen 2003/2004 råkade han ut för en allvarlig olycka då han under starka vindar föll handlöst ner i backen. Han klarade sig dock utan större skador och var tillbaka några veckor efter olyckan.
Morgenstern deltog i junior-VM 2003 i Sollefteå i Sverige. Han blev dubbel juniorvärldsmästare. Han tog guld båda i individuella tävlingen och i lagtävlingen. I junior-VM 2004 i Stryn i Norge blev han igen junior-världsmästare i lagtävlingen med det österrikiska laget. I den individuella tävlingen tog han en silvermedalj. 
Världscupen
I debutsäsongen i världscupen (2002/2003) blev Morgenstern nummer 20 sammanlagt och tog en delseger individuellt och en delseger i laghopp. Sedean första säsongen har Morgenstern varit bland dom 7 bästa totalt varje säsong i världscupen. Han vann världscupen totalt 2007/2008 och 2010/2011. Han har totalt 22 delsegrar i den individuella världscupen och 15 segrar i laghopp. 
Skid-VM
Morgenstern var med i det österrikiska laget som vann två VM-guld 2005 i lagtävlingar i Oberstdorf. Österrikiska laget med, Wolfgang Loitzl, Andreas Widhölzl, Thomas Morgenstern och Martin Höllwarth, vann guldet i normalbacken 6,5 poäng före Tyskland och 41 poäng före Slovenien. I stora backen vann Österrike före Finland (14,4 poäng) och Norge (23,8 poäng). I de individuella tävlingarna blev Morgenstern nummer 18 i normalbacken och nummer 15 i stora backen. Under VM 2007 i Sapporo vann det österrikiska laget igen guld i lagtävlingen, nu med Andreas Kofler på laget i stället för Andreas Widhölzl. Laget vann med klar marginal (46,9 poäng) till Norge och bronsmedaljörerna (94,3 poäng). Morgenstern vann en bronsmedalj i normalbacken bara 1,0 poäng efter Simon Ammann som vann silveret och 12,5 efter guldvinnaren Adam Małysz från Polen.
Under Skid-VM 2009 i Liberec i Tjeckien vann österrikarna sitt tredje VM-guld i rad i lagtävlingen, nu med Martin Koch på laget i stället för Martin Höllwarth. Igen var Norge (33,5 poäng) och Japan (53,1 poäng) bak österrikarna på prispallen. Morgenstern blev nummer 8 i normalbacken och nummer 10 i stora backen. Skid VM 2011 i Holmenkollen blev en stor triumf för österrikisk backhoppning. Österrike vann samtliga fem guldmedaljer och två silvermedaljer i backhoppningen. På herrsidan tog Österrike sex medaljer av åtta möjliga. österrikiska laget bestod av Gregor Schlierenzauer, Martin Koch, Andreas Kofler och Thomas Morgenstern i båda lagtävlingarna. Morgenstern vann guldet i normalbacken (9,1 poäng före Andreas Kofler) och tog en silvermedalj (bara 0,3 poäng efter Gregor Schlierenzauer) i stora backen.
Olympiska spelen
Thomas Morgenstern startade i sitt första OS i Pregelato i Turin i Italien. Tävlingarna blev en stor framgång för Morgenstern. Efter en nionde plats i normalbacken, 7,0 poäng efter segraren Lars Bystøl från Norge och 4,0 poäng från prispallen i en mycket spännande tävling, vann han guldet i stora backen, med minsta möjliga marginal (0,1 poäng) före landsmannen Andreas Kofler. I lagtävlingen vann österrikiska laget (Andreas Widhölzl, Andreas Kofler,
Martin Koch, och Thomas Morgenstern med god marginal före Finland och Norge.
Under OS 2010 i Whistler Olympic Park i Vancouver i Kanada upprepade österrikarna succén från fyra år tidigare i Turin. De vann lagtävlingen, med laget Wolfgang Loitzl, Andreas Kofler, Thomas Morgenstern och Gregor Schlierenzauer, med god marginal till Tyskland och Norge. I stora backe blev Morgenstern nummer 5 och i normalbacken nummer 8. 
Tysk-österrikiska backhoppningsveckan
Morgenstern har tävlat 10 säsonger i tysk-österrikiska backhopparveckan. I 9 av säsongerna har han varit bland de 10 bästa sammanlagt. I debutsäsongen 2002/2003 blev han nummer 10 sammanlagt. I säsongen 2003/2004 kom han på prispallen för första gången då han blev tvåa efter Sigurd Pettersen från Norge i första deltävlingen i Oberstdorf 29 december 2003. Första delsegern i backhopparveckan kom också i Oberstdorf, 30 december 2007. Morgenstern kom också på prispallen sammanlagt samma säsong (2007/2008) då han blev tvåa efter Janne Ahonen från Finland. Säsongen 2010/2011 vann han backhopparveckan och året efter blev han tvåa efter Gregor Schlierenzauer. Andreas Kofler säkrade en österrikisk trippel. Morgenstern har 6 delsegrar i backhopparvecken.
VM i skidflygning
Thomas Morgenstern startade i sitt första Skidflygnings-VM i Kulm i Bad Mitterndorf på hemmaplan i Österrike. Han lyckades vinna en bronsmedalj i individuella tävlingen (efter Roar Ljøkelsøy som försvarade VM-titeln från 2004 och landsmannen Andreas Widhölzl. I lagtävlingen tog Österrike en fjärdeplats. Två år senare, i Skidflygnings-VM i Heini Klopfer-backen i Oberstdorf blev Morgenstern nummer 7 i individuella tävlingen (Gregor Schlierenzauer vann och Martin Koch säkrade en dubbel för Österrike). I lagtävlingen vann österrikiska laget (Martin Koch, Thomas Morgenstern, Andreas Kofler och Gregor Schlierenzauer) före Finland och Norge.
Under Världsmästerskapen i skidflygning i Vikersund 2012 blev han världsmästare i laghoppning tillsammans med lagkamraterna Andreas Kofler, Gregor Schlierenzauer och Martin Koch. Österrikarna var 23,2 poäng före Tyskland och 68,0 poäng före Slovenien. Morgenstern blev nummer 8 individuellt.
Morgensterns personbästa är 232,0 meter satt i Letalnica i Planica 2011.
Andra tävlingar
Morgenstern har vunnit Sommar-Grand-Prix 3 gånger (2003, 2007 och 2011) han har 10 delsegrar i Grand-Prix individuellt och 6 delsegrar i laghopp. i Kontinentalcupen i backhoppning (COC) har han 3 delsegrar.

## Övrigt
Thomas Morgenstern är nevö till tidigare alpina skidåkaren Alois Morgenstern, deltagare i OS, VM och världscupen. Morgenstern har engagerad sig i humanitärt hjälparbete för Rumänien.

## Utmärkelser
- Kärntner Landesorden i silver (hederspris utdelad av Landeshauptmann i Kärtner)
- 2004: Ehrenzeichen für Verdienste um die Republik Österreich i guld - en statlig utmärkelse tilldelad av Republiken Österrike.
- 2005: Sportler des Jahres (svenska: Årets idrottare) tillsammans med österrikiska backhoppningslandslaget i kategorin Mannschaft (manskap/lag).
- 2006: Großes Ehrenzeichen für Verdienste um die Republik Österreich
- 2008: Sportler des Jahres kategori Sportler (idrottsman)
- 2008: Sportler des Jahres kategori Mannschaft.
- 2009: Sportler des Jahres kategori Mannschaft.
- 2011: Sportler des Jahres kategori Sportler.
- 2011: Sportler des Jahres kategori Mannschaft.